# Tetyana Sjinkarenko
Tetyana Sjinkarenko (ukrainska: Тетяна Шинкаренко), född 26 oktober 1978 i Tjernivtsi, Ukrainska SSR, Sovjetunionen, är en ukrainsk handbollsspelare.
Hon tog OS-brons i damernas turnering i samband med de olympiska handbollstävlingarna 2004 i Aten.